# Susan Griffin
Susan Griffin (Los Angeles, 26 gennaio 1943) è una saggista, poeta e drammaturga statunitense particolarmente nota per le sue opere ecofemministe innovative.

## Biografia
Griffin è nata a Los Angeles nel 1943 ed è figlia adottiva di una famiglia ebrea. La sua famiglia biologica era di origini irlandesi, scozzesi, gallesi e tedesche. Essendo cresciuta in una casa ebraica del dopoguerra, della sua eredità tedesca non si parlò apertamente e inizialmente demonizzò i tedeschi, ma in seguito fece diversi viaggi in Germania (incluso il campo di concentramento di Mittelbau-Dora) per riconciliare le sue eredità ebraiche e tedesche. Ha frequentato l'Università della California e l'Università di Berkeley per due anni, poi si è trasferita al San Francisco State College, dove ha conseguito il Bachelor of Arts in scrittura creativa (1965) e il Master of Arts (1973), entrambi sotto la tutela di Kay Boyle. Ha insegnato presso la UC Berkeley, la Stanford University, il California Institute of Integral Studies, il California Institute for Integral Studies, il Pacifica Graduate Institute, il Wright Institute e l'Università della California.

## Carriera
Griffin ha scritto 21 libri, tra cui opere di saggistica, poesie, antologie, opere teatrali e una sceneggiatura. Le sue opere sono state tradotte in oltre 12 lingue. Griffin descrive il suo lavoro come "tracciare connessioni tra la distruzione della natura, la diminuzione delle donne e il razzismo, e rintracciare le cause della guerra alla negazione sia nella vita privata che in quella pubblica".
Woman and Nature: The Roaring Inside Her (1978) ha venduto più di 100 000 copie e traccia connessioni tra distruzione ecologica, sessismo e razzismo. Considerato una forma di prosa-poesia, si ritiene che questo lavoro abbia lanciato l'ecofemminismo negli Stati Uniti. Griffin attribuisce il suo legame con l'ecofemminismo alla sua educazione lungo la costa del Pacifico nelle High Sierras della California, dove crede abbia coltivato la sua consapevolezza dell'ecologia.
Griffin ha trattato il suo femminismo anti-pornografico in Pornography and Silence: Culture's Revenge Against Nature (1981). In quest'opera afferma che, sebbene la ricerca della libertà di parola possa portare a una posizione contro la censura della pornografia, la libertà di creare pornografia porta a un compromesso di "liberazione umana" quando questo termine include liberazione per tutta l'umanità inclusa l'emancipazione delle donne. Si oppone all'elisione della pornografia e dell'eros, sostenendo che sono idee separate e opposte. Secondo Griffin, le origini della pornografia sono radicate in una paura diffusa della natura, e in una cultura pornografica, agli uomini viene detto di assumere il ruolo del "killer", mentre le donne diventano le "vittime". Questo, secondo Griffin, insegna alle donne a deprecarsi e alimenta una cultura malsana e perversa. Al contrario, sostiene che "la vera liberazione sessuale richiede una riconciliazione con la natura, una guarigione tra corpo e spirito". I critici hanno ampiamente risposto all'opera Pornography and Culture con disprezzo, molti lamentando che è venuto fuori più come uno sproloquio che come una discussione filosofica realistica.

## Premi
Griffin ha ricevuto una borsa di studio MacArthur per la pace e la cooperazione internazionale, borse di studio della NEA e della Fondazione Guggenheim e un Emmy Award per la commedia Voices . È presente nel film di storia femminista del 2014 She's Beautiful When She's Angry. È stata finalista del Premio Pulitzer per la saggistica generale nel 1993 per A Chorus of Stones: The Private Life of War.

## Critica
In una recensione del 1994 di Carol H. Cantrell, Woman and Nature è soprannominato "difficile da descrivere. La maggior parte sembra prosa sulla pagina ma il pensiero è frammentato, metaforico e discontinuo: ci sono molte storie, ma anch'esse sono spesso ellittiche e metaforiche." In una recensione di What Her Body Thought: A Journey into the Shadows, Susan Dion di The Women's Review of Books ha scritto: "...Griffin non sta semplicemente reiterando vecchi temi nella cultura femminista o nella storia della medicina, ma piuttosto sonda, medita e suggerisce modi diversi di considerare molte questioni correlate... Le riflessioni e le ipotesi di Griffin sono fresche, intelligenti e istruttive, se non sempre convincenti."

## Opere pubblicate
- Woman and Nature: the Roaring Inside Her (1978)
- Rape: The Power of Consciousness (1979) OCLC 781089176 ISBN 0062503502
- Pornography and Silence: Culture's Revenge Against Nature (1981) OCLC 964062418 ISBN 0704338777
- "Sadomasochism and the erosion of self: a critical reading of Story of O," in Against Sadomasochism: A Radical Feminist Analysis, ed. Robin Ruth Linden (East Palo Alto, Calif. : Frog in the Well, 1982.), pp. 183–201
- Unremembered Country: poems (Copper Canyon Press, 1987) OCLC 16905255 ISBN 1556590008
- A Chorus of Stones: the Private Life of War (1993) OCLC 1005479046 ISBN 038541885X
- The Eros of Everyday Life: Essays on Ecology, Gender and Society (1995) OCLC 924501690 ISBN 0385473907
- Bending Home: Selected New Poems, 1967-1998 (Copper Canyon Press, 1998) OCLC 245705378 ISBN 1556590865
- What Her Body Thought: a Journey into the Shadows (1999)
- The Book of the Courtesans: a Catalogue of Their Virtues (2001)
- Wrestling with the Angel of Democracy: On Being an American Citizen (2008)
- Transforming Terror: Remembering the Soul of the World (University of California Press, 2011)